# Stylidium laciniatum
Stylidium laciniatum är en tvåhjärtbladig växtart som beskrevs av Charles Austin Gardner. Stylidium laciniatum ingår i släktet Stylidium och familjen Stylidiaceae. Inga underarter finns listade i Catalogue of Life.